# 增速机
增速机是一种动力传达机构，它利用齿轮箱内有序排列的几个齿轮轴上安装的齿轮来实现增速，用来将发电机/电动机的回转数增加到所要的回转数，也就是将扭矩转化为转速。
增速机在风力发电机组当中经常能用到，而且它是一个重要的机械部件，其主要功用是将风轮在风力作用下所产生的动力传递给发电机并使其得到相应的转速。通常风轮的转速很低，远达不到发电机发电所要求的转速，必须通过增速机的齿轮箱齿轮副的增速作用来实现，故也将增速机称之为增速箱或者增速齿轮箱，传动比小于1的齿轮箱即为增速机。
它一般由箱体、主动齿轮和从动齿轮及轴颈、联轴节、主油泵、联轴器、滚动轴承等机械零件构成，其效率不同主要在于内部构造设计以及齿轮轮径、齿数等传动部分传动比的不同。而各厂家产品价格差异的主要原因，一方面在于箱体设计不同，另一方面是齿轮质量不同。

## 区别
- 电扇转速变化：电扇扇叶的转速变化，是通过我们在按键时改变了电机绕线的抽头，从而改变其电流强弱，实现了电机不同的运转速度。
- 空调转速变化：空调的转速变化一般是通过变频器改变直流电的电流强弱来控制电机转速。
- 增速器与减速器：除了涡轮减速器以外，其他的减速器在机械原理上和增速器基本相同，所以一定意义上，增速机也能叫减速机，或者统称齿轮箱/变速箱。
- 高速齿轮箱：是指连接高速电机的齿轮箱，也就是减速机。

在主要数据识别上，减速机一般看输入转速和输出扭矩、传动比（大于1）；而增速机一般看输入转速和输出转速、传动比/速比（小于1）。

## 分类
- 按传动级数分类：1～4级传动形式，分别对应驱动于低速、中速和高速发电机/电动机。
- 按齿轮传动类别分类：渐开线圆柱齿轮传动、渐开线行星齿轮传动两类。
- 按组合方式分类：多级圆柱齿轮传动组合（中小功率发电机/电机），单机行星传动、单级圆柱与两级或单级行星齿轮传动、两级圆柱齿轮与单机行星传动（大中功率电机/发电机）等多种组合。
- 按行星传动类型分类：NGW型（双自由度单入单出式和三自由度差传动）、NW型。
- 按安装方式分类：底座式（机座安装）、悬挂式（空心输出轴安装）。
- 按输出轴数目分类：单输出轴式、多输出轴式。通常可为2~10各输出轴。
- 按整体结构分：一体式、分立式。
- 按输出转速是否恒定分类：输出转速恒定型和输出转速非恒定型。

其中：
- 传动比 = 输入速度 / 输出速度
- 功率=扭矩×转速

## 应用
| 行业           | 应用                                                                       |
| -------------- | -------------------------------------------------------------------------- |
| 风电           | 发电机组和风车动力输入组之间的连接，是风力发电重要的部分。                 |
| 石化、水泥     | 压缩机的增速箱、风机、泵类设备。                                           |
| 冶金           | 轧钢机、鼓风机、风机用，水冷，以调节发动机转速与之匹配，或配合减速机使用。 |
| 航空、汽车设计 | 风洞实验室、流线型实验室模拟风洞效果等                                     |
| 钟表行业       | 机械表从条盒到秒轮、擒纵轮是增速传动                                       |
| 火电、热力     | 水冷、凝汽器、凝结水泵                                                     |
| 船舶           | 压缩机、抽气机、汽轮机、通风、排尘和冷却                                   |
| 医疗           | 抽气机、压缩机、净化机                                                     |